# EP u softbolu za žene 1986.
5. EP u softbolu za žene  se održalo u Belgiji, u Antwerpenu/Anversu, od 3. do 7. rujna 1986.

## Konačna ljestvica
| Mj. | Država     |
| --- | ---------- |
| 1.  | Italija    |
| 2.  | Nizozemska |
| 3.  | Belgija    |
| 4.  | Danska     |
| 5.  | Njemačka   |